# New Clark City
New Clark City  est une ville nouvelle en développement aux Philippines.

## Géographie
La ville fait partie de la Clark Freeport and Special Economic Zone créée en 1992 autour de l'aéroport international de Clark et qui regroupe les villes d'Ángeles et les provinces de Tarlac et Pampanga. Elle est située sur le site de l'ancien camp militaire de Camp O'Donnell, à proximité de la ville de Capas.
Sa localisation au cœur de Luzon doit être garante d'une bonne résilience face aux épisodes climatiques et géologiques qui secouent l'archipel.

## Histoire
Imaginée en 2012 par Arnel Casanova, chef de l’autorité chargée de la reconversion des anciennes bases militaires américaines (Bases Conversion Development Authority - BCDA), les travaux de celle qui était alors nommée Clark Green City sont lancés le 11 avril 2016 par le président de la république Benigno Aquino III. Il s'agit du plus gros projet de la BCDA, 40 fois plus grand que les 240 hectares de Bonifacio Global City, Metro Manilla.
Le projet adopte le nom de New Clark City sous l'administration Duterte et se présente en plusieurs phases dont la première, le complexe sportif, est inaugurée en 2019 à l'occasion de l'organisation par les Philippines des Jeux d'Asie du Sud-Est. 
Un premier bâtiment administratif (le National Government Administrative Center - NGAC) est aussi inauguré en 2019. Construit sur un site de 200 hectares, il symbolise la volonté de décentralisation du pouvoir philippin. La banque centrale (Bangko Sentral ng Pilipinas - BSP) annonce la même année qu'elle y transférera ses activités suivie par le NBI (National Bureau of Investigation).
La ville est utilisée comme plateforme de transit et de quarantaine pour les travailleurs détachés rapatriés lors de la pandémie de Covid-19.
La réalisation des premiers quartiers d'habitations et d'emplois est confiée au promoteur Filinvest sur une zone de 288 hectares qui se verra accueillir pôles logistiques, appartements, commerces et bureaux. Le développement des espaces verts urbains est quant à lui réalisé en coopération avec le gouvernement britannique, qui participera aussi à la réalisation d'un quartier d'habitation de 33,9 hectares.

## Transports
La ville se situe à proximité de l'échangeur entre les quatre autoroutes du nord de Luzon : la North Luzon Expressway (qui la relie à Manille), la Tarlac–Pangasinan–La Union Expressway (qui court vers le Nord de l'île), la Subic–Clark–Tarlac Expressway (vers le port de Subic) et de la Central Luzon Link Expressway (vers l'Est de Luzon).
Elle est desservie par l'aéroport international de Clark.
Le réseau ferré de la Philippine National Railways doit la relier à Manille dans le cadre de la réhabilitation de la North Line et la construction d'une ligne destinée au fret vers le port de Subic est prévue.

## Sports

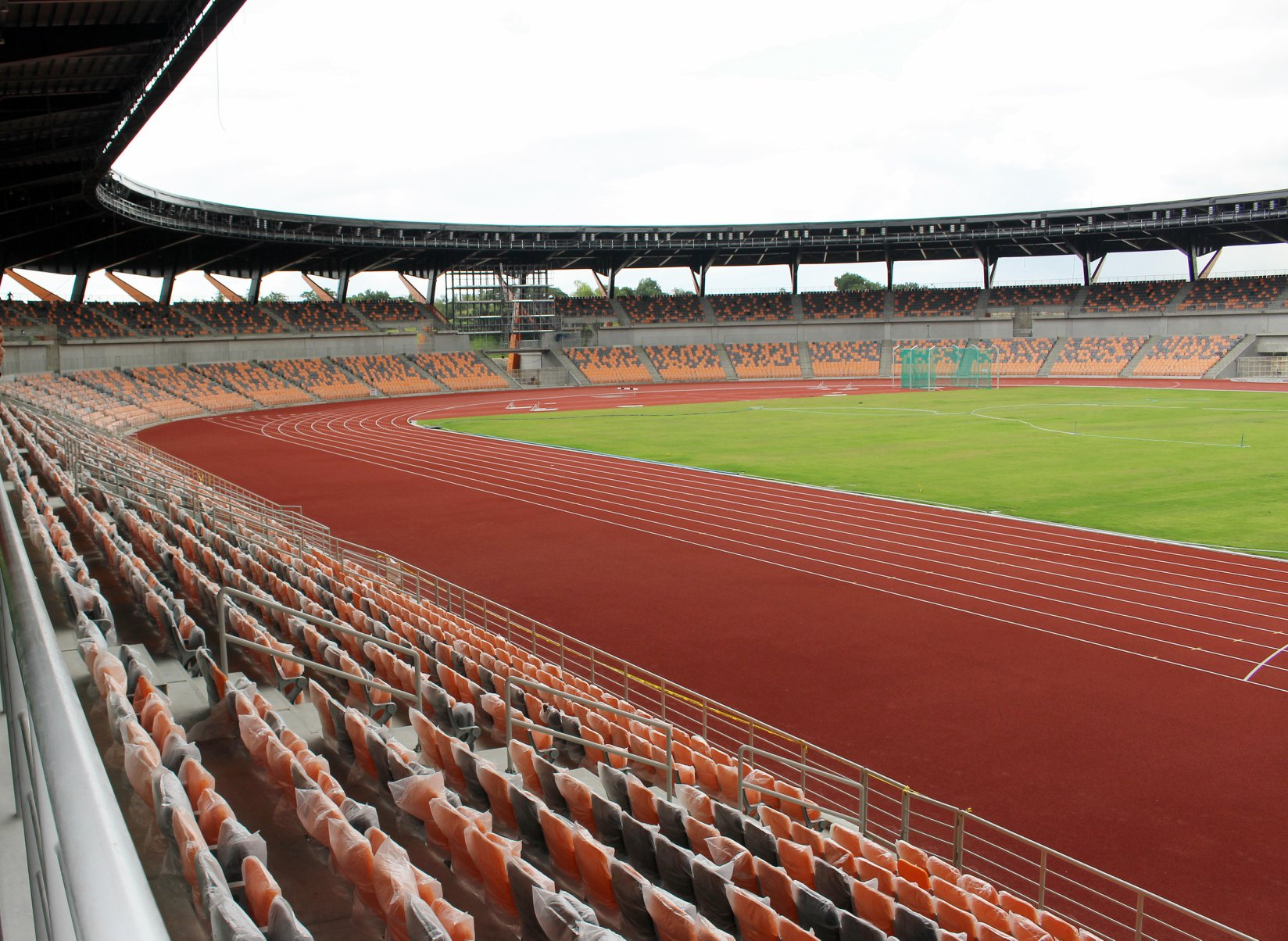
Le stade omnisports en 2019

Le complexe sportif de la ville est inauguré en 2019 pour les Jeux d'Asie du Sud-Est et est la phase 1 du plan de développement général. 
Ce complexe comprend un stade omnisports de 20 000 places, un centre aquatique doté d'une piscine olympique certifiée par la Fédération internationale de natation, d'un plongeoir et d'un bassin d'entrainement; ainsi que des logements pour les athlètes et un parc de 4,5 hectares.
La ville sera le siège de l'Académie Nationale des Sports des Philippines créée le 9 juin 2020.

## Santé
En réponse à la pandémie de COVID-19 le gouvernement philippin annonce la création d'un institut de virologie. Le Virology Science and Technology Institute of the Philippines (VIP), rattaché au département pour la science et la technologie (DOST), doit voir le jour en 2021. Il sera un institut de R&D dans le domaine de la virologie et aura pour but l’élaboration de diagnostics, de vaccins et de thérapies.